# Mīsūrāb
Mīsūrāb (persiska: میسوراب) är en ort i Iran.   Den ligger i provinsen Kurdistan, i den nordvästra delen av landet, 400 km väster om huvudstaden Teheran. Mīsūrāb ligger 1 681 meter över havet och antalet invånare är 215.
Terrängen runt Mīsūrāb är huvudsakligen kuperad, men åt sydväst är den bergig. Terrängen runt Mīsūrāb sluttar norrut. Runt Mīsūrāb är det ganska tätbefolkat, med 65 invånare per kvadratkilometer. Närmaste större samhälle är Yūzīdar, 11,1 km norr om Mīsūrāb. Trakten runt Mīsūrāb består i huvudsak av gräsmarker.